# Балашов, Гавриил Кириллович
Гавриил Кириллович Балашов (26 июля 1915, Киев — 14 августа 1981, Киев) — советский тяжелоатлет, тренер, судья, спортивный функционер.

## Биография
Родился 26 июля 1915 года в Киеве.
Участвовал в Великой Отечественной войне. Командовал взводом, завершил войну в звании лейтенанта. Награждён медалью «За победу над Германией в Великой Отечественной войне 1941—1945 гг.» (6 декабря 1945).
Выступал в соревнованиях по тяжёлой атлетике за киевский «Спартак». Дважды становился бронзовым призёром чемпионата СССР (1950—1951). Шесть раз завоёвывал медали чемпионатов Украинской ССР — по два раза золотые (1950, 1952), серебряные (1949, 1951) и бронзовые (1948, 1954).
Мастер спорта СССР (1949).
После окончания выступлений работал тренером. В 1965—1976 годах был государственным тренером спорткомитета Украинской ССР. В 1965 году работал в Болгарии, в 1976—1978 годах — в Египте.
Заслуженный тренер Украинской ССР (1962), заслуженный тренер СССР (1966).
Также был арбитром соревнований по тяжёлой атлетике. Судья всесоюзной категории (1957). Судья международной категории (1965).
В 1959—1981 годах входил в президиум Федерации тяжёлой атлетики Украинской ССР.
Умер 14 августа 1981 года в Киеве.